# Aloysius Ambrozic
Aloysius Matthew Ambrozic, nato Alojzij Ambrožič (Gabrje, 27 gennaio 1930 – Toronto, 26 agosto 2011), è stato un cardinale e arcivescovo cattolico canadese di origine slovena.

## Biografia
Nato a Gabrje, località slovena nell'allora regno di Jugoslavia, si trasferì con la famiglia nel 1945 in Austria, dove frequentò le scuole dei campi di rifugiati.
Nel 1948 la famiglia lasciò l'Europa per il Canada.
Ivi fu ordinato sacerdote nel 1955, prestando il suo servizio presbiteriale prima a Port Colborne, in Ontario, poi al seminario di Sant'Agostino di Toronto.
Studiò teologia a Roma e, nel 1970, conseguì il dottorato all'Università tedesca di Würzburg; tornò a Toronto per insegnare esegetica alla locale scuola di teologia tra il 1970 e il 1976.
Nel 1976 fu nominato vescovo ausiliare di Toronto; nel 1986 arcivescovo coadiutore e infine arcivescovo nel 1990.
Fu creato cardinale da Giovanni Paolo II nel concistoro del 21 febbraio 1998 con il titolo dei Santi Marcellino e Pietro.
Fu membro del Pontificio Consiglio della Pastorale per i Migranti e gli Itineranti nel 1990, della Congregazione per il Clero nel 1991, del Pontificio Consiglio della Cultura nel 1993 e della Congregazione per il Culto Divino e la Disciplina dei Sacramenti nel 1999.
Fu tra i cardinali elettori che preser parte all'elezione di Benedetto XVI nel conclave del 2005.
Durante il suo arciepiscopato Toronto ospitò la XVII Giornata Mondiale della Gioventù nel 2002.
Ambrozic fu sottoposto a critiche dai cattolici liberali e progressisti per le sue posizioni sostanzialmente conservatrici.
Dal 16 dicembre 2006 fu arcivescovo emerito di Toronto: gli succedette  Thomas Christopher Collins.
Dal 27 gennaio 2010, giorno del suo ottantesimo compleanno, perse la facoltà di eleggere il pontefice in conclave.
Morì a Toronto il 26 agosto 2011 a 81 anni.
Le esequie si tennero il 31 agosto successivo nella cattedrale di San Michele a Toronto e furono presiedute dal citato Collins. È sepolto nel mausoleo dei vescovi dell'Holy Cross Catholic Cemetery a Thornhill.

## Genealogia episcopale e successione apostolica
La genealogia episcopale è:
- Cardinale Scipione Rebiba
- Cardinale Giulio Antonio Santori
- Cardinale Girolamo Bernerio, O.P.
- Arcivescovo Galeazzo Sanvitale
- Cardinale Ludovico Ludovisi
- Cardinale Luigi Caetani
- Cardinale Ulderico Carpegna
- Cardinale Paluzzo Paluzzi Altieri degli Albertoni
- Papa Benedetto XIII
- Papa Benedetto XIV
- Papa Clemente XIII
- Cardinale Marcantonio Colonna
- Cardinale Giacinto Sigismondo Gerdil, B.
- Cardinale Giulio Maria della Somaglia
- Cardinale Carlo Odescalchi, S.I.
- Cardinale Costantino Patrizi Naro
- Cardinale Serafino Vannutelli
- Cardinale Domenico Serafini, Cong. Subl. O.S.B.
- Cardinale Pietro Fumasoni Biondi
- Cardinale Ildebrando Antoniutti
- Arcivescovo Philip Francis Pocock
- Cardinale Aloysius Matthew Ambrozic

La successione apostolica è:
- Vescovo John Stephen Knight (1992)
- Vescovo Nicola de Angelis, C.F.I.C. (1992)
- Arcivescovo Terrence Thomas Prendergast, S.I. (1995)
- Arcivescovo Anthony Giroux Meagher (1997)
- Vescovo John Anthony Boissonneau (2001)
- Arcivescovo Daniel Joseph Bohan (2003)
- Arcivescovo Peter Joseph Hundt (2006)